# セルラス
NPO法人多言語広場CELULAS（たげんごひろばセルラス）は、2002年5月に内閣府の承認をうけ、設立された特定非営利活動法人 (NPO)。英語だけでなく、いろいろな国のことば（言語）を習得する活動を通じて、地域や国際社会に貢献していくことを目的としている。

## 組織
外部および内部の理事により構成される理事会を決議機関として運営され、理事長は創始者である鈴木隆志。東京都渋谷区に本部を置き、東京都・神奈川県・大阪府・兵庫県に約20箇所に活動場所がある。組織運営は主に会員の会費で行なわれているが、各種事業については参加費と国庫助成金・地方公共団体助成金・民間助成金によって運営している。

## 多言語
セルラスでは韓国語、英語、スペイン語、中国語、ロシア語、フランス語の6か国語　